# Макаров, Павел Валентинович
Павел Валентинович Макаров (27 апреля 1980, Елизово, Камчатский край) — российский биатлонист, неоднократный чемпион и призёр чемпионата России. Мастер спорта России международного класса.

## Биография
Начал заниматься биатлоном на Камчатке (ДЮСШ Елизово), первый тренер — Приказченков Владимир Петрович. На юниорском уровне становился победителем всероссийского первенства «Олимпийские надежды» и первенства общества «Динамо».
На взрослом уровне выступал за Ханты-Мансийск, тренировался под руководством В. П. Захарова и А. А. Русских.
Неоднократный чемпион России по биатлону, в том числе выигрывал золотые медали в 2001 году в командной гонке в составе сборной ХМАО, в 2003 году в индивидуальной гонке и в 2004 году в гонке патрулей. В 2003 году также завоевал серебро в гонке патрулей и бронзу в эстафете.
В сезоне 2003/04 участвовал в Кубке Европы, стартовал в восьми личных гонках. Лучший результат — 11-е место в гонке преследования на этапе в Брюссоне.
В возрасте 26 лет завершил спортивную карьеру и занялся бизнесом, работает вице-президентом группы компаний «ЭВЭН». Является одним из организаторов соревнований по триатлону «Титан».

## Личная жизнь
Супруга Юлия в прошлом тоже биатлонистка. В семье две дочери.
Окончил Тюменский государственный университет.